# Phrurolithus zhejiangensis
Phrurolithus zhejiangensis is een spinnensoort uit de familie van de Phrurolithidae.
De wetenschappelijke naam van de soort werd in 1991 gepubliceerd door Da-Xiang Song & Joo-Pil Kim.